# 가계 소득
가계 소득은 특정 가구 또는 거주지를 공유하는 모든 사람의 합산 소득을 측정한 것이다. 여기에는 모든 형태의 소득(예: 급여 및 급여, 퇴직 소득, 푸드 스탬프와 같은 현금에 가까운 정부 이전, 투자 수익)이 포함된다.
평균 가계 소득은 가구를 공유하는 사람의 수와 가구당 소득 소득자 수가 지역과 시간에 따라 크게 다를 수 있으므로 1인당 소득과 같은 개인 소득 측정값에 직접 연결시킬 필요는 없다.
평균 가계 소득은 한 국가 국민의 금전적 안녕을 나타내는 지표로 사용될 수 있다. 평균 또는 중간 순 가계 소득은 세금 및 의무 기여금을 제외한 생활 수준의 지표로 사용된다. 이는 가처분 소득만 포함하고 숙박 시설을 공유하는 사람들이 생활비의 일부를 공동으로 사용함으로써 혜택을 받을 수 있음을 인정하기 때문이다.
중위 소득은 소득 분배를 두 개의 동일한 그룹으로 나눈 금액으로, 절반은 해당 금액보다 높은 소득을, 나머지 절반은 그 금액 미만의 소득을 나타낸다. 평균 소득(평균)은 그룹의 총 수입을 해당 그룹의 단위 수로 나눈 금액이다.

## 같이 보기
- 소득 분배